# 毛利熈頼
毛利 熈頼（もうり ひろより、享和3年2月3日（1803年3月25日） - 明治4年5月12日（1871年6月29日））は、長州藩一門家老である大野毛利家の8代当主。
父は毛利親頼。母は綾小路俊資の娘。正室は堅田就正の孫娘。子は清光寺威神院室、毛利親倫室、毛利親詮、毛利元純室。幼名は熊太郎。通称は隠岐。号は鶴翁。諱は熈頼、煕頼とも表記する。

## 生涯
享和3年（1803年）、一門家老毛利親頼の長男として生まれる。文政7年（1824年）、親頼の添役として江戸に下向し、新藩主毛利斉元の御国入の許可の御礼の使者として将軍徳川家斉と世子家慶に拝謁する（この間に元服をし、当時藩主であった毛利斉熙（斉熈）より偏諱を受けて熙頼（熈頼）と名乗っている）。
天保6年（1835年）父の死去により家督相続する。天保10年（1839年）、藩主慶親の江戸城登城の伴をして将軍家慶と世子家定に拝謁する。安政2年（1855年）、相州浦賀警護総奉行。安政3年（1856年）、加判役、当職、江戸当役となる。
元治元年（1864年）、禁門の変により長州藩が幕府の征討を受け、藩主の命で、広島の征討総督徳川慶勝の元で停戦交渉を行い、禁門の変の責任者の国司親相、益田親施、福原元僴の3人を切腹させ、その首級を慶勝の元に持参して恭順する。慶応2年（1866年）幕府による第二次長州征討を受け、周防国大島郡で幕軍と抗戦する。
明治維新後の明治4年（1871年）5月12日没。享年69。
右田毛利家、吉敷毛利家ら一門が、明治に男爵に叙されているのに対して、大野毛利家が爵位を受けられなかったのは、当主の熈頼が、維新期に藩内で保守派に属していたことも一因と指摘されている。